# 阿米爾卡·卡布拉爾

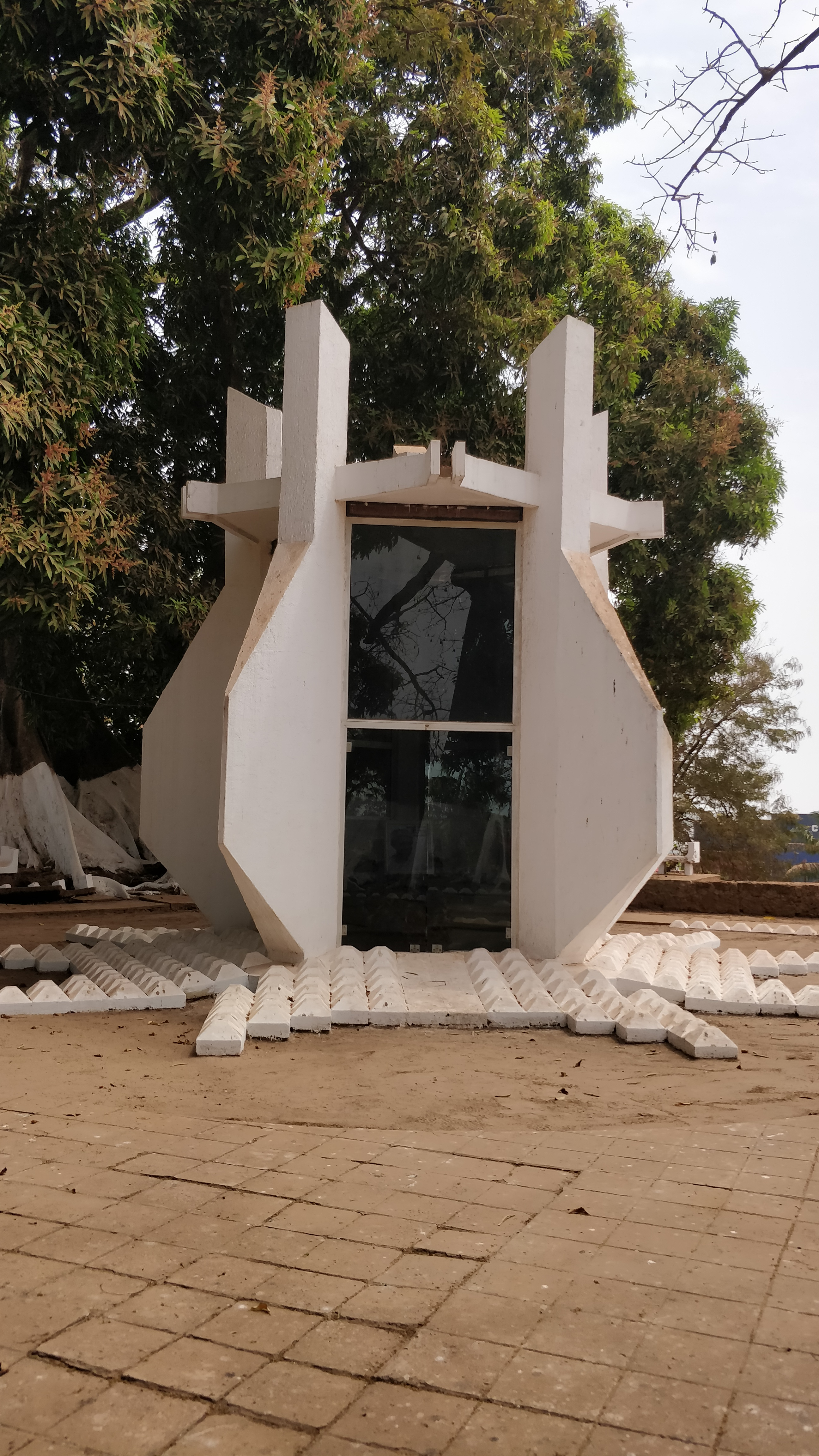
阿米爾卡·卡布拉爾的陵寢於幾內亞比索首都比绍

阿米爾卡·卡布拉爾，全名阿米爾卡·羅培斯·達·哥斯達·卡布拉爾（葡萄牙語：Amílcar Lopes da Costa Cabral；1924年9月12日—1973年1月20日）是幾內亞比紹和佛得角的農業工程師、知識分子、詩人、理論家，革命家、民族主義者和外交官，他是非洲最重要的反殖民領導人之一。1956年，阿米爾卡·卡布拉爾和同父异母弟弟路易斯·卡布拉爾创建几内亚和佛得角非洲独立党，率領幾內亞比紹和佛得角群島的民族主義運動以及隨之而來的幾內亞比紹獨立戰爭。他於1973年1月20日被暗殺，距幾內亞比紹單方面宣布獨立大約八個月。他深受馬克思主義的影響，並成為全世界革命的社會主義者和民族獨立運動的靈感來源。
他是幾內亞比索國歌《这是我们最爱的国家》的作詞者。